# Тростянці

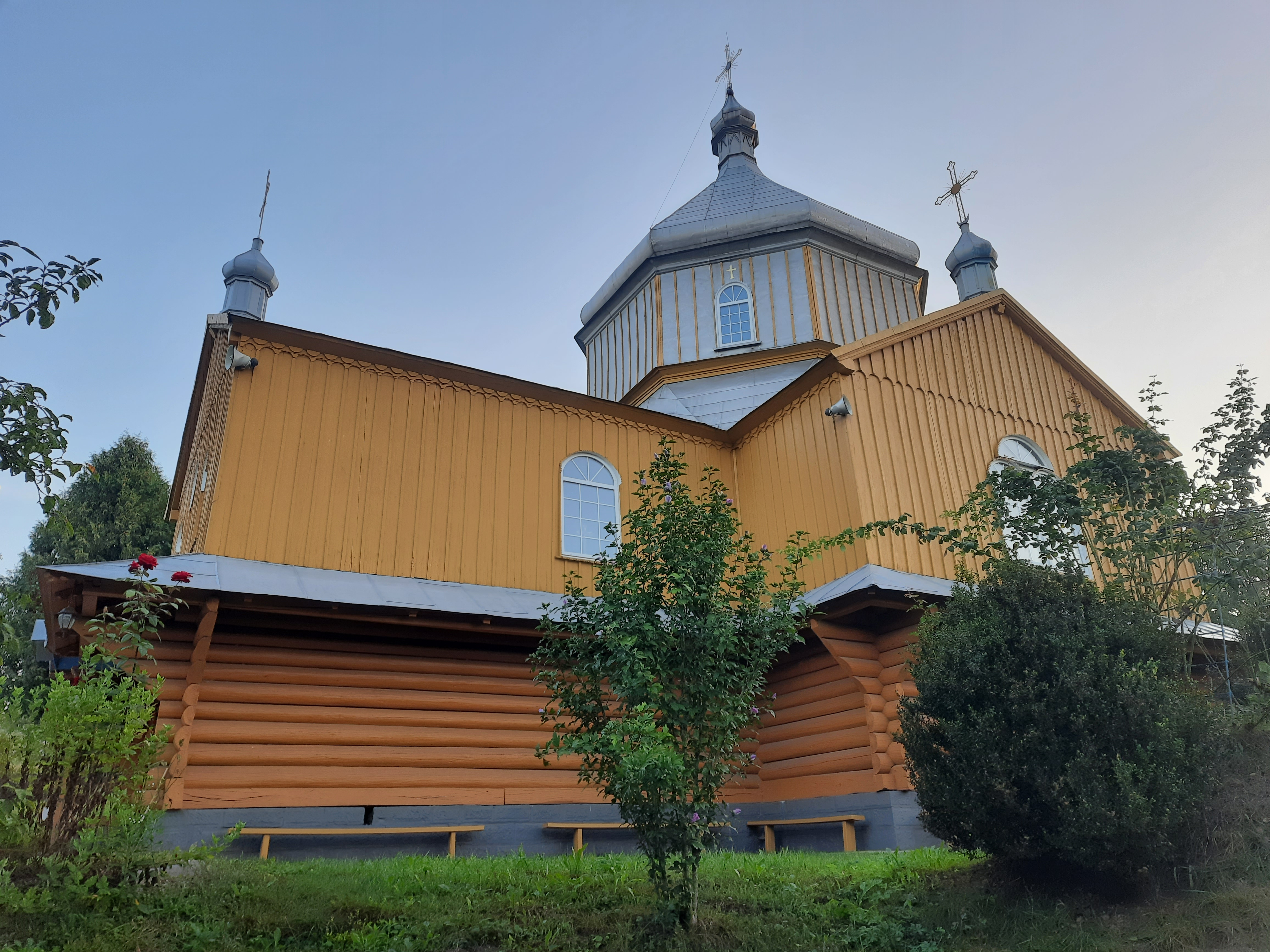
Церква Пресвятої Трійці

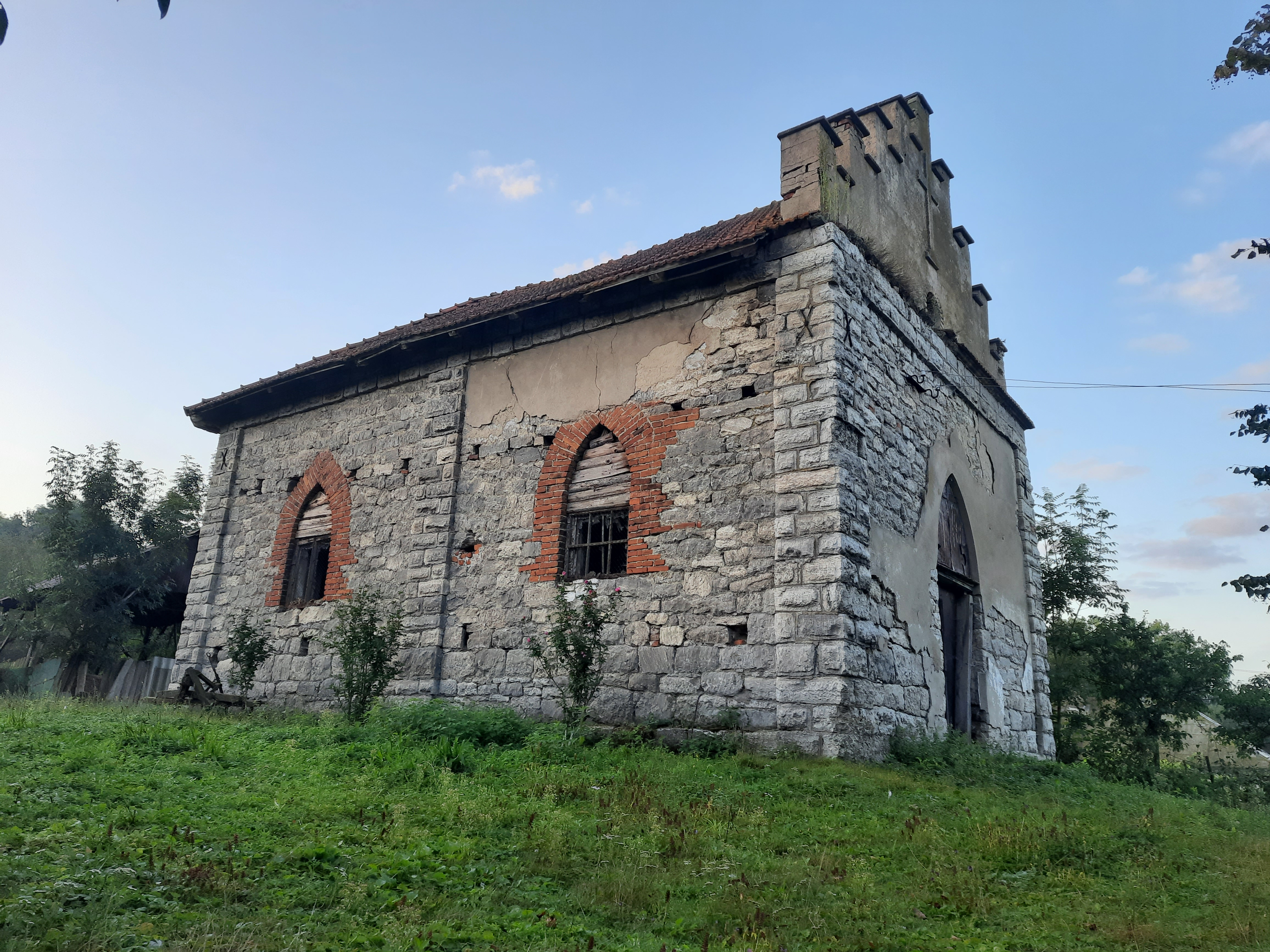
Костел (початок 20 ст.)

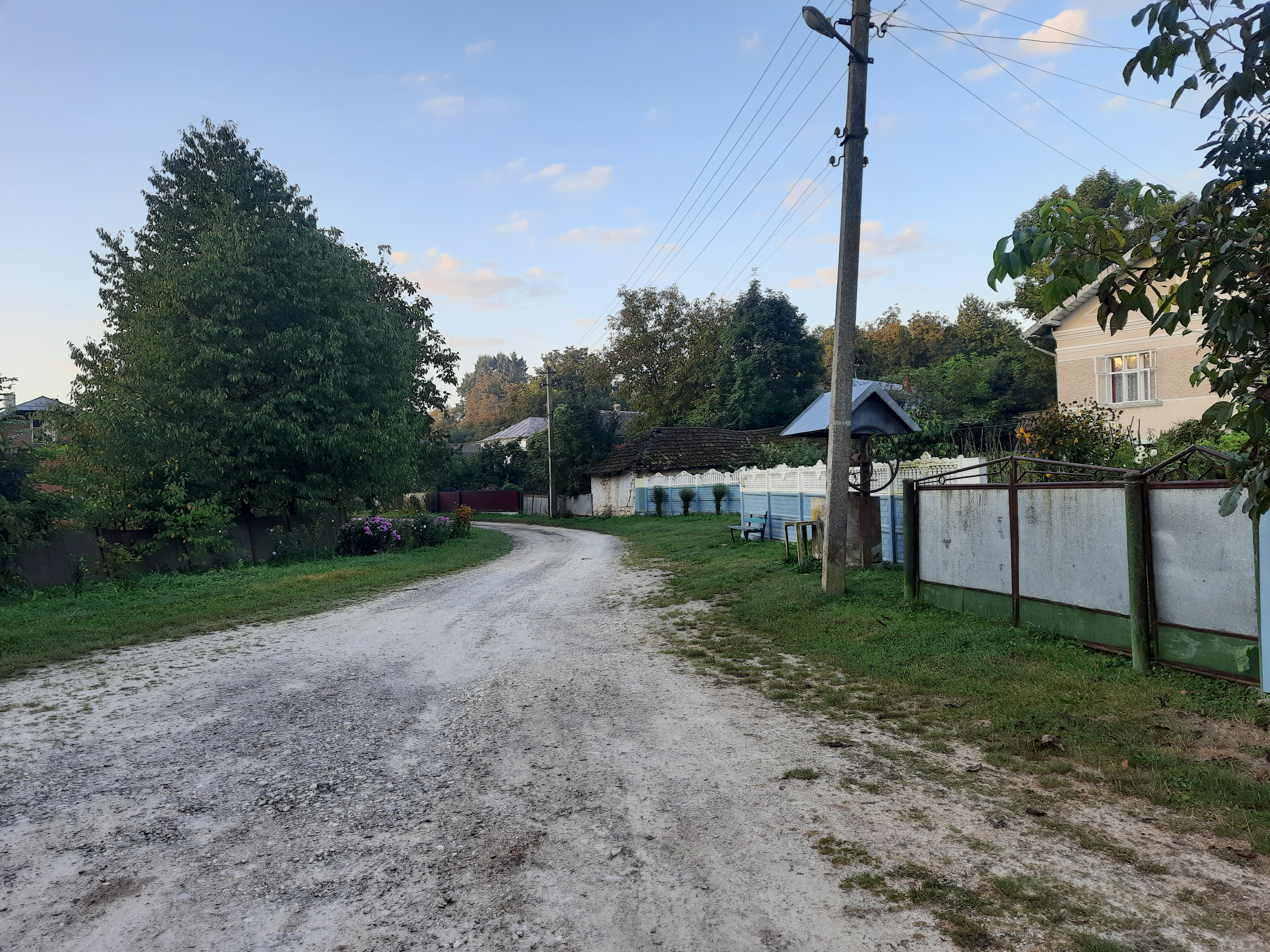
Сільська вулиця

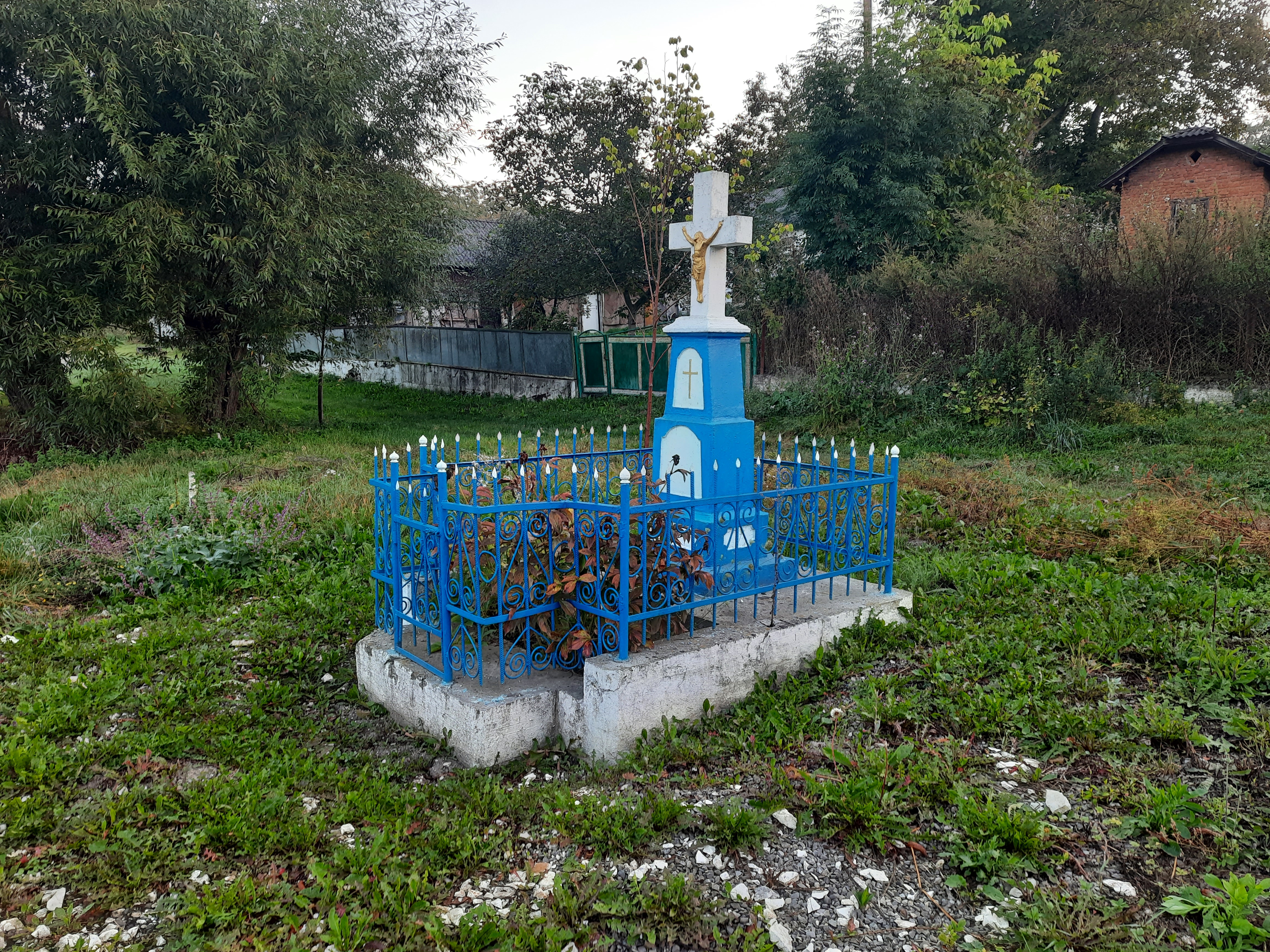
Пам'ятний хрест

Тростянці́ — село в Україні, у Монастириській міській громаді Чортківського району Тернопільської області. Розташоване на заході району неподалік ріки Дністер. Центр Тростянецької сільської ради.(до 2020). З листопада 2020 року належить до Устя-Зеленського старостинського округу громади. У зв'язку з переселенням жителів 1970-і хутір Явирків виведений з облікових даних.
Населення — 365 осіб (2007).
На околиці села є Тростянецьке родовище гіпсу.

## Історія
У податковому реєстрі 1515 року в селі Trzczyenecz документується 7 ланів (близько 175 га) оброблюваної землі та ще 5 ланів тимчасово вільної.
Відоме від 1585 р., розташоване в урочищі Ярковиця. Коли на село напали татари, люди  повтікали в долину, зарослу трощами, де нині, власне, і є село.
1900 р. в селі проживало 1106 українців, 198 поляків, 47 євреїв. У 1904 р. велика земельна власність належала Марії Меліні. 1906 р. відбувся селянський страйк.
На початку Першої світової війни в Тростянці працювали дві школи — українська і польська. 1920 р. українську реорганізовано в утраквістичну (двомовну). Перед Першою світовою війною в Тростянці діяли філії товариств «Просвіта», «Січ». Після початку війни осіб призовного віку забирали в австро-угорське військо.  Частина молоді записалися в Леґіон Українських Січових Стрільців, пізніше в УГА.
У часи польської окупації, незважаючи на переслідування з боку влади, в селі діяли: читальня «Просвіти», Народний дім, збудований у 1925 р., кооперативи, молочарня, філія товариства «Луг», аматорський гурток, хор. Була корчма.  Незважаючи на жорстку політику пацифікації, влітку 1932 р. біля церкви насипано могилу на честь полеглих за Україну. З цього приводу з'їхалась окружна поліція — близько 130 осіб — і зруйнували могилу, а людей побили й заарештували; засудили 15 осіб, а селянина Дворського засудили на 8 років.
У середині 1930-х рр. у селі почав діяти осередок ОУН. До 1939 р. в Тростянцях проживало 1180 українців, більше 700 поляків і 8 сімей мадярів (угорців). У період панування Польщі селом володів пан Стахунь, який під час війни втік на Захід. Від вересня 1939 р. село — під радянською владою.
У 1939 р. згоріла третина села, зокрема польська школа, 69 дворів і стара церква, на місці якої нині висипана стрілецька могила. Нова церква, побудована у 1911 р., вціліла.
Від 5 липня 1941 р. до 22 липня 1944 р. село — під нацистською окупацією. Із мобілізованих на фронти німецько-радянської війни
- загинули: Ілля Чорний (1924—1945), Василь (1912—1945), Василь (1914—1942) Степан (1905—1945) Шеленки;
- пропали безвісти: Іван Балагура (1910 р. н.), Микола Сторож (1909 р. н.), Василь Чуйко (1909 р. н.), Василь Шеленко (1917 р. н.), Петро Шуляк (1910 р. н.), Петро Яблунь (1912 р. н.).

Були репресовані:
- Розалія Борецька (1905 р. н.), Розалія Галушка (1926 р. н.), Марія Геленко (1925 р. н.), Анастасія Двірська (1926 р. н.), Анастасія Нестеренко (1925 р. н.), Анастасія Сокацька (1929 р. н.), Гання Ткачук (1926 р. н.), Ганна Шуляк (1930 р. н.) та інш.

У селі народився господарник Іван Балагура (1950 р. н.). Проживає Михайло Людера (1924 р. н.), який брав участь у штурмі рейхстагу, і взвод, в якому служив, увечері 8 травня 1945 р. вивісив прапор над рейхстагом; проживав капелан УГА, священик, ігумен о. Йосиф Іван Лучинський (1888—1947).
Діяли українські товариства «Просвіта», «Січ», «Луг» та інші, кооперативи.
Протягом 1962–1966 село належало до Бучацького району. Після ліквідації Монастириського району 19 липня 2020 року село увійшло до Чортківського району.
До складу села входили хутори, на території яких зараз поля сільськогосподарського призначення:
ЯВИРКІВ — хутір, виведений із облікових даних у зв'язку з переселенням жителів; розташований за 1 км від села. 1949 р. на хуторі було 2 двори, 5 жителів; 1952 р. — 2 двори, 6 жителів.
КУРЯЧИЙ — хутір, виведений із облікових даних у зв'язку з переселенням жителів; розташований за 1 км від села. 1949 р. на хуторі було 4 двори, 22 жителі; 1952 р. — 4 двори, 22 жителі.
ПОЛЯНЧЕ — хутір, виведений із облікових даних у зв'язку з переселенням жителів; розташований за 2 км від села (нині на місці хутора — поле). У 1949 р. на хуторі було 14 дворів, 23 особи; 1952 р. — 14 дворів, 45 осіб.
ВЕРБОВИЦЯ — хутір, виведений із облікових даних узв'язку з переселенням жителів; розташований за 1 км від села (нині на місці хутора — поле). У 1949 р. на хуторі було 4 двори, 17 осіб.
ЯРКОВИЦЯ — хутір, виведений із облікових даних у зв'язку з переселенням жителів;  розташований за 1 км від села. У1952 р на хуторі було 4 двори, 17 осіб.
Була розміщена бригада колгоспу (центральна садиба в Усті-Зеленому), діяв цегельний завод.
Діяли клуб, бібліотека, фельдшерський пункт, торговий заклад, котрі вже занепадають.
2009 орендовано більшість земель для фермерської діяльності. Обробляє землі ТзОВ «Дністер», ТОВ «Агрофірма Прикарпаття»
2010 Закрилась ЗОШ. приміщення занепадає.
У червні 2010 року село святкувало своє 750 річчя.
12 червня 2020 року, відповідно до розпорядження Кабінету Міністрів України № 724-р «Про визначення адміністративних центрів та затвердження територій територіальних громад Тернопільської області» увійшло до складу Монастириської міської громади.
19 липня 2020 року, в результаті адміністративно-територіальної реформи та ліквідації Монастириського району, село увійшло до складу Чортківського району.

## Політика

### Парламентські вибори, 2019
На позачергових парламентських виборах 2019 року у селі функціонувала окрема виборча дільниця № 610670, розташована у приміщенні клубу.
Результати
- зареєстровано 189 виборців, явка 66,67%, найбільше голосів віддано за «Європейську Солідарність» — 26,83%, за Радикальну партію Олега Ляшка — 23,58%, за Всеукраїнське об'єднання «Батьківщина» — 14,63%.[6] В одномандатному окрузі найбільше голосів отримала Алла Стечишин (самовисування) — 40,68%, за Романа Василіцького (Об'єднання «Самопоміч») — 19,49%, за Миколу Люшняка (самовисування) — 12,71%[7].

## Релігія
- церква Пресвятої Трійці (1812, перебудована 1911, УГКЦ);
- каплиця (початок XX ст., недіюча, РКЦ);

## Пам'ятники
- Поселення Тростянці I[d] (енеоліт—бронза (IV—II тис. до н. е.));

Споруджено пам'ятник воїнам-односельцям, полеглим у німецько-радянській війні (1967);
Насипано символічну могилу Борцям за волю України (відновлено 1990);
У 2021 році споруджено пам'ятник відомому українському письменнику Тарасу Григоровичу Шевченку. Меценатами спорудження пам'ятника виступили відомі підприємці, вихідці з села — сім'ї Балагур та Яблонів.

## Соціальна сфера
Працювала ЗОШ 1-2 ступенів, клуб, бібліотека, ФАП, торговельний заклад. На даний момент у селі відсутні магазини, кожної середи в селі проводиться ярмарок.

## Населення

### Мова
Розподіл населення за рідною мовою за даними перепису 2001 року:
| Мова            | Кількість | Відсоток |
| --------------- | --------- | -------- |
| українська      | 477       | 99.79%   |
| інші/не вказали | 1         | 0.21%    |
| Усього          | 478       | 100%     |

## Відомі особистості
В поселенні народився:
- Ільків Марія Петрівна (* 1945) — український педагог.
- Балагура Володимир Омелянович (09.11.1964) — відомий підприємець, депутат Івано-Франківської міської ради (2015—2020 р.), співвласник будівельної Компанії «Ярковиця», меценат, жертводавець селу, церкві та вихідцям з села.
- Балагура Степан Омелянович (24.01.1973) — Протосинкел Івано-Франківської Архієпархії УГКЦ.
- Яблонь Володимир Дмитрович (03.03.1976) — відомий підприємець, власник будівельної компанії «Злагода-Буд», меценат, депутат Івано-Франківської міської ради (2015—2020, 2020—2025 р.), неодноразово допомагав селу та вихідцям.